# Governo do Níger
O Governo do Níger é o instrumento pela qual a autoridade funciona e é exercida: que regem o instrumento Estado do Níger. O sistema atual de governo, desde a Constituição 18 de Julho de 1999, é chamado de Quinta República do Níger. É uma república semi-presidencial, segundo o qual o Presidente do Níger é chefe de estado e o primeiro-ministro do Níger chefe de governo.